# Nina Badrić

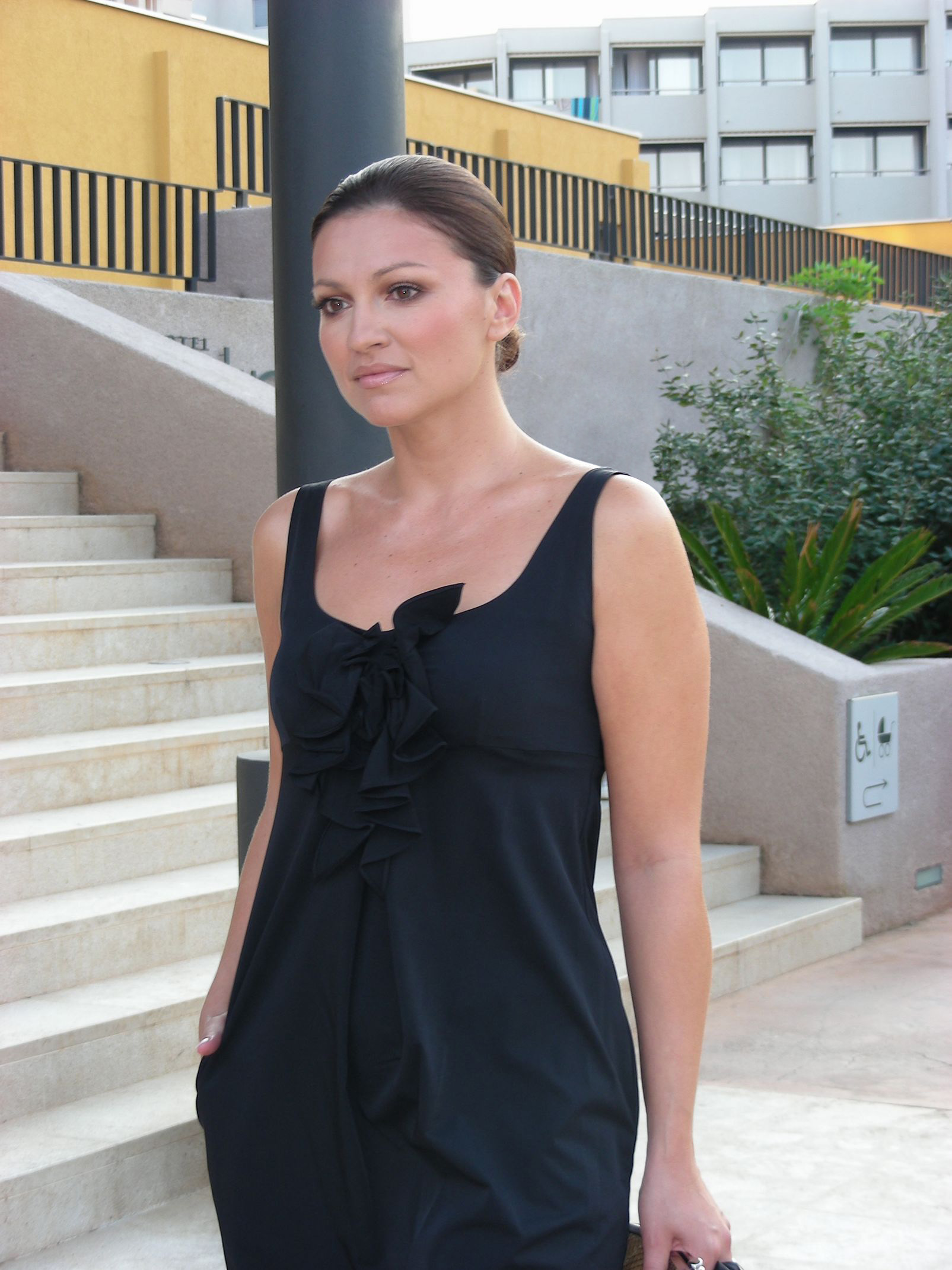
Nina Badrić (2007)

Nina Badrić (* 4. Juli 1972 in Zagreb, SFR Jugoslawien) ist eine kroatische Popsängerin.

## Leben und Karriere
Als Kind sang Nina Badrić beim mehrfach preisgekrönten Mädchenchor Zvjezdice (Sternchen), mit dem sie auch auf Tournee ging und mehrere Alben aufnahm.
1993 trat sie bei der Crovizija auf (Vorläufershow der „Dora“ – die kroatische Vorauswahl für den Eurovision Song Contest) und belegte mit ihrem Lied Ostavljam te den achten Platz. In den darauffolgenden Jahren versuchte sie es mit Godine Nestvarne (1994) und Odlazis Zauvijek (1995) und scheiterte erneut. 
1995 nahm Badrić das Album Godine Nestvarne auf. Ihr zweites Album Personality war das meistverkaufte Album Kroatiens in den Jahren 1997 und 1998 und wurde mit zwei Porin, der Večernjakova ruža und weiteren Preisen ausgezeichnet. Mit der Single I’m so excited wurde sie auch außerhalb Kroatiens bekannt.
Im Jahre 2002 wurde sie in Bosnien und Herzegowina mit einem Oscar als beste ausländische Sängerin ausgezeichnet. Ein Jahr später wurde ihr Album Ljubav mehrfach mit dem Porin ausgezeichnet und für über 15.000 verkaufte Exemplare mit dem Preis Zlatna ploča (Goldene Schallplatte, in 2005 folgte Platin) prämiert. Im gleichen Jahr war sie bei der kroatischen Vorauswahl Dora-Festival für den Eurosong mit dem Lied Čarobno jutro dabei. Sie belegte hinter Claudia Beni den zweiten Platz.
Am 14. Februar 2005 trat Badrić im Dom Sportova in Zagreb auf, um die Kampagne von UNICEF zur Unterbringung verlassener Kinder zu unterstützen. Das Konzert wurde gefilmt und im selben Jahr veröffentlichte Badrić Ljubav za ljubav – Live, ein Live-Album, auf Doppel-CD. Im November 2007 veröffentlichte sie ihr siebtes Studioalbum 07. Das Material enthält ein weiteres Duett mit Montell Jordan in dem Song Don't give this to everyone. Im November 2011 folgte das Album Nebo.
Im Jahr 2012 wurde sie vom kroatischen Fernsehen HRT direkt für den Eurovision Song Contest 2012 in der aserbaidschanischen Hauptstadt Baku nominiert. Sie trat mit der kroatischen Ballade „Nebo“ im zweiten Halbfinale auf und erreichte mit 42 Punkten den 12. Platz, konnte sich aber nicht für das zwei Tage später stattfindende Finale qualifizieren. Nach dem Eurovision Song Contest begab sich Badrić auf eine Arenatour durch die Region. 2013 nahm Badrić das Duett Duše su se srele mit der bosnischen Sängerin Mirza Šoljanin auf. Im Januar 2015 folgte weiteres Duett mit dem serbischen Sänger Željko Šašić. und 2016 folgte zusammen mit Shorty, Ivana Husar, Marija Husar, Palić Sisters, Alan Hržica und der Band Emanuel das Lied Želim živjeti (Ich will leben) zur Unterstützung einer Anti-Abtreibungskampagne. Im Juli 2016 trat Badrić mit einem Lied zu der Hochzeit von Ana Ivanović und Bastian Schweinsteiger auf. Das bisher größte Konzert in ihrer Sängerkarriere gab Badrić am 7. März 2020 in der Arena Zagreb.

## Privatleben
Nina Badrić heiratete 2006 den Geschäftsmann Bernard Krasnić, aber die Ehe hielt nur sechs Jahre. Während der Kampagne für die Parlamentswahlen 2007 trat Badrić bei einer Reihe von Spendenaktionen für die Kroatische Demokratische Union auf. Sie ist eine fromme Katholikin und pilgert oft nach Lourdes, Međugorje und Šurkovac.

## Diskografie

### Studioalben
- 1995: Godine Nestvarne
- 1997: Personality
- 1999: Unique
- 2000: Nina (HR: Gold)[13]
- 2003: Ljubav (HR: Platin)
- 2007: 07
- 2011: NeBo

### Livealben
- 2001: Live
- 2005: Ljubav Za Ljubav
- 2005: Nina Live Dom Sportova 14/02/05
- 2021: Arena Zagreb
- 2022: Peristil Sentimenti

### Kompilationen
- 2003: Collection
- 2004: The Best Of
- 2013: Najdraži... (Best Of 2003-2013)
- 2021: Dani I Godine (Best Of 2014-2021)

### Singles (Auswahl)
- 1996: Ja Sam Vlak (mit Emilija Kokić)
- 1997: Ja Za Ljubav Neću Moliti
- 2003: Takvi Kao Ti
- 2003: Čarobno Jutro
- 2003: Moja Ljubav
- 2004: Ti Si Mene (mit Dino Merlin)
- 2004: Stranac u noći (mit Massimo Savić)
- 2007: Dodiri Od Stakla
- 2007: Da Se Opet Tebi Vratim
- 2011: Prospi riječi (mit Massimo Savić)
- 2011: Duše su se srele (mit Mirza Šoljanin)
- 2011: Nebo
- 2016: Lozinka za raj (mit Željko Vasić)
- 2016: Dani I Godine
- 2018: Rekao Si
- 2023: Nemoj (mit Petar Grašo)